# Poul Graae
Poul Gomme Graae (født 20. oktober 1899 i Sorø, død 10. august 1976 på Frederiksberg i København) var en dansk fodboldmålmand.
I sin klubkarriere spillede Graae i AGF og KB hvor han vandt det danske mesterskab 1922 og 1925.
Graae debuterede i landsholdet en venskabskamp mod Sverige 1920 i Stockholm som Danmark vandt 2-0. Han var med i truppen ved OL i Antwerpen, men spillede ikke Danmarks eneste kamp mod Spanien hvor Sophus Hansen stod i målet. Det blev til 5 landskampe og 11 modstander mål. Den sin sidste landskamp 1923 var en venskabskamp mod Finland i Aarhus som sluttede 3-3. Han var 1929 med på det Københavns hold, med flere tidligere landsholdspillere i fodbold som Einar Middelboe, Vilhelm Wolfhagen, og Harry Bendixen, som spillede mod svenske Södertälje SK, kampen var den første internationale kamp for et dansk ishockey hold.
Graae var uddannet cand.polit. på Københavns Universitet 1926. Han blev ansat ved Politiken 1927, fra 1932 var han erhvervspolitisk og økonomisk medarbejder. Han var chefredaktør 1941-1959. Han var medarbejder ved Aarhus Stiftstidende fra 1960 og kronikør ved dagbladet Børsen, De Bergske Blade, Sorø Amtstidende, Aarhuus Stiftstidende, Fyens Stiftstidende, Fyns Tidende, Aalborg Stiftstidende og Sydsvenska Dagbladet.